# Polona Lovšin
Polona Lovšin, slovenska ilustratorka in slikarka, * 10. junij 1973, Ljubljana, Slovenija.
Diplomirala je iz slikarstva na Akademiji za likovno umetnost v Ljubljani. Njena poklicna pot se je pričela leta 2003 z ilustracijami slikanice Medved išče pestunjo pri Mladinski knjigi. Istega leta je razstavljala na knjižnem sejmu v Bologni, DOCET-illustratori dal mondo.
Nato je začela objavljati v otroških revijah (Zmajček, Cicido, Ciciban, Kekec) ter ilustrirala mnogo šolskih učbenikov in slikanic. Ilustrira za domače in tuje založnike. Živi in dela v Ljubljani.

## Dela

### Pomembnejše knjižne ilustracije
- Bobek in barčica'' (2005) (COBISS)
- Dvorec'' (2005) (COBISS)
- Snežroža'' (2007) (COBISS)
- Medo reši vsako zmedo'' (2007) (COBISS)
- Klepetava želva'' (2007) (COBISS)
- Košastka Katka'' (2009) (COBISS)
- O dečku, ki se je bal vode'' (2009) (COBISS)
- Prišel je velikanski lev'' (2010) (COBISS)
- Kaj slišiš, mali mišek?'' (2010) (COBISS)
- Slavček in granatno jabolko'' (2012) (COBISS)
- Kaj le, kaj je to?'' (2012) (COBISS)
- Princesa srca (2013) (COBISS)
- Moja babica (2017) (COBISS)
- Moj dedek (2017) (COBISS)
- Moj očka (2018) ( (COBISS)
- Moja mamica ( 2018) ( (COBISS)
- Pridite, pomald je tu! (2019) (COBISS)
- Jabolka so najboljša, ko jih zmanjka (2019) (COBISS)
- Drevo (2019) (COBISS)
- Deklica z vžigalicami (2021) (COBISS)
- Balabuga(2022) (COBISS)
- Sinica in taščica (2022) (COBISS)
- Val in luna na morju (2023) (COBISS)
- Na dvorišču ni ograje (2023) (COBISS)
- Berta (2023) (COBISS)
- Mali kakadu (2024) (COBISS)
- Prigode polžka Petra (2024) (COBISS)

## Nagrade
- Nominacija za nagrado Izvirna slovenska slikanica za ilustracije (slikanica Bobek in barčica, 2006)
- Nominacija za nagrado Kristine Brenkov ( slikanica Medo reši vsako zmedo, 2008)
- Nominacija za nagrado Kristine Brenkov (slikanica Princesa srca, 2014)
- Bele vrane, Bobek in barčica, 2006
- Astrid Lindgren memorial award- ALMA, 2021
- nominacija Levstikove nagrade 2021, čebelica Drevo, Tomaž Pengov
- nominacija Levstikove nagrade 2023, Balabuga, Tina Vrščaj
- 3x3 International illustration show No.19, NY,  Honorable mention, The Little Match Girl, založba Sanje, 2022

## Vir
- Veler Alenka, ur. (2005). Album slovenskih ilustratorjev. Ljubljana : Mladinska knjiga. COBISS 219779072. ISBN 86-11-16562-4.
- Center ilustracije https://centerilustracije.si/ilustrator/polona-lovsin/
- https://www.polonalovsin.art/